# 喜良市村
喜良市村（きらいちむら）は、かつて青森県にあった村。

## 沿革
- 1889年（明治22年）4月1日 - 町村制施行により北津軽郡喜良市村が村制施行し、喜良市村が発足。
- 1955年（昭和30年）3月1日 - 北津軽郡金木町、嘉瀬村（一部）と合併し、金木町を新設して消滅。

## 教育
- 喜良市中学校
- 喜良市小学校